# Suzuki Kenta
Kenta Suzuki (sinh ngày 16 tháng 9 năm 1985) là một cầu thủ bóng đá người Nhật Bản.

## Sự nghiệp câu lạc bộ
Kenta Suzuki đã từng chơi cho Ventforet Kofu và SC Sagamihara.